# ゲツセマネの祈り (ベッリーニ)
『ゲツセマネの祈り』（ゲツセマネのいのり、伊: Orazione nell'orto, 英: Agony in the Garden）は、イタリア、ルネサンス期のヴェネツィア派の巨匠ジョヴァンニ・ベッリーニが1458年から1460年頃に制作した絵画である。テンペラ画。主題は『新約聖書』「マタイによる福音書」26章などで語られている受難の運命を前にしたイエス・キリストの苦悩の祈り（ゲツセマネの祈り）から取られている。後にマントヴァで活躍するアンドレア・マンテーニャの『ゲツセマネの祈り』の影響が色濃く表れた作品である。ヴェネツィアにおけるイギリスの領事ジョセフ・スミス、肖像画家ジョシュア・レノルズのコレクションを経て、現在はロンドンのナショナル・ギャラリーに所蔵されている。

## 主題

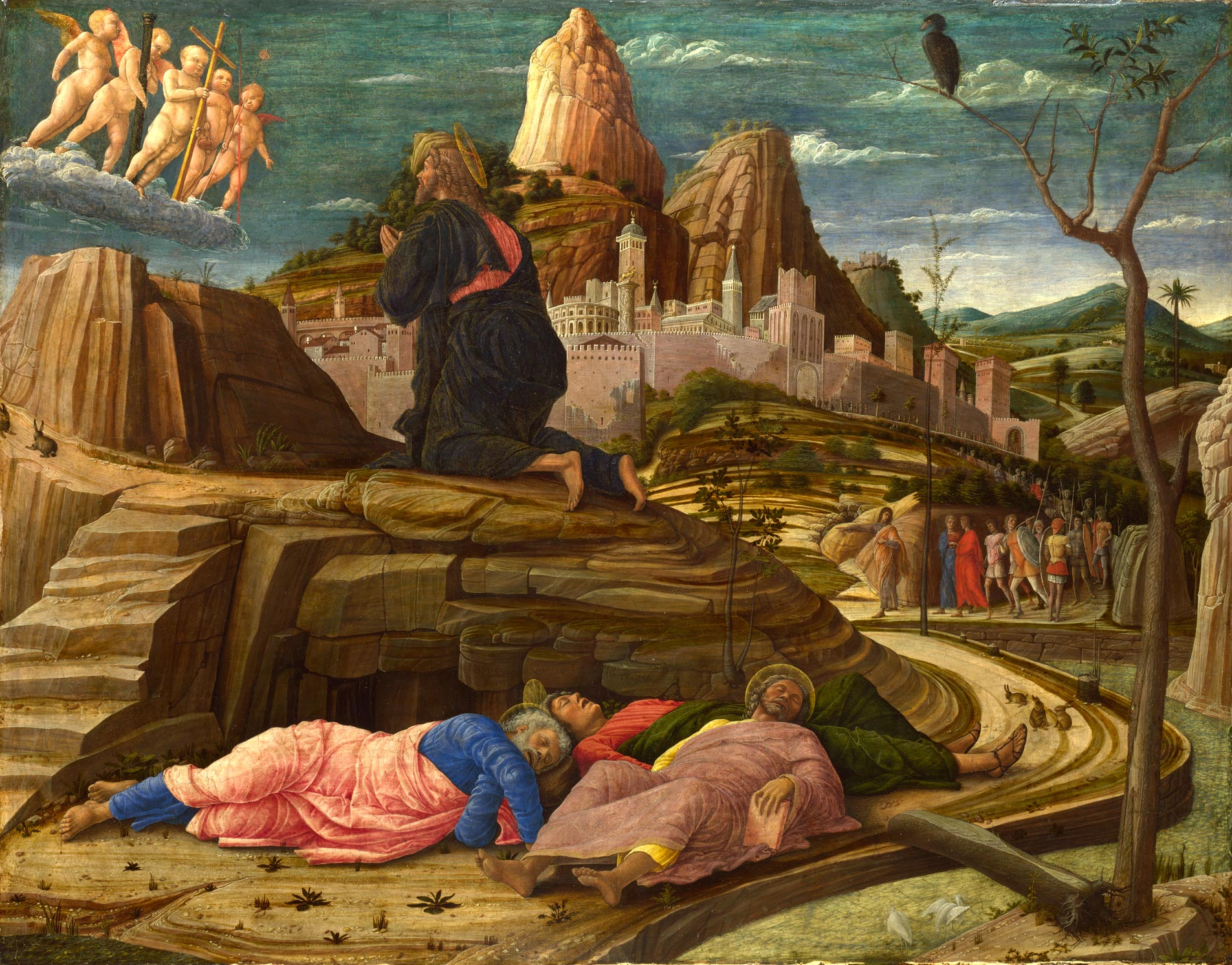
アンドレア・マンテーニャの『ゲツセマネの祈り』。ナショナル・ギャラリー所蔵。

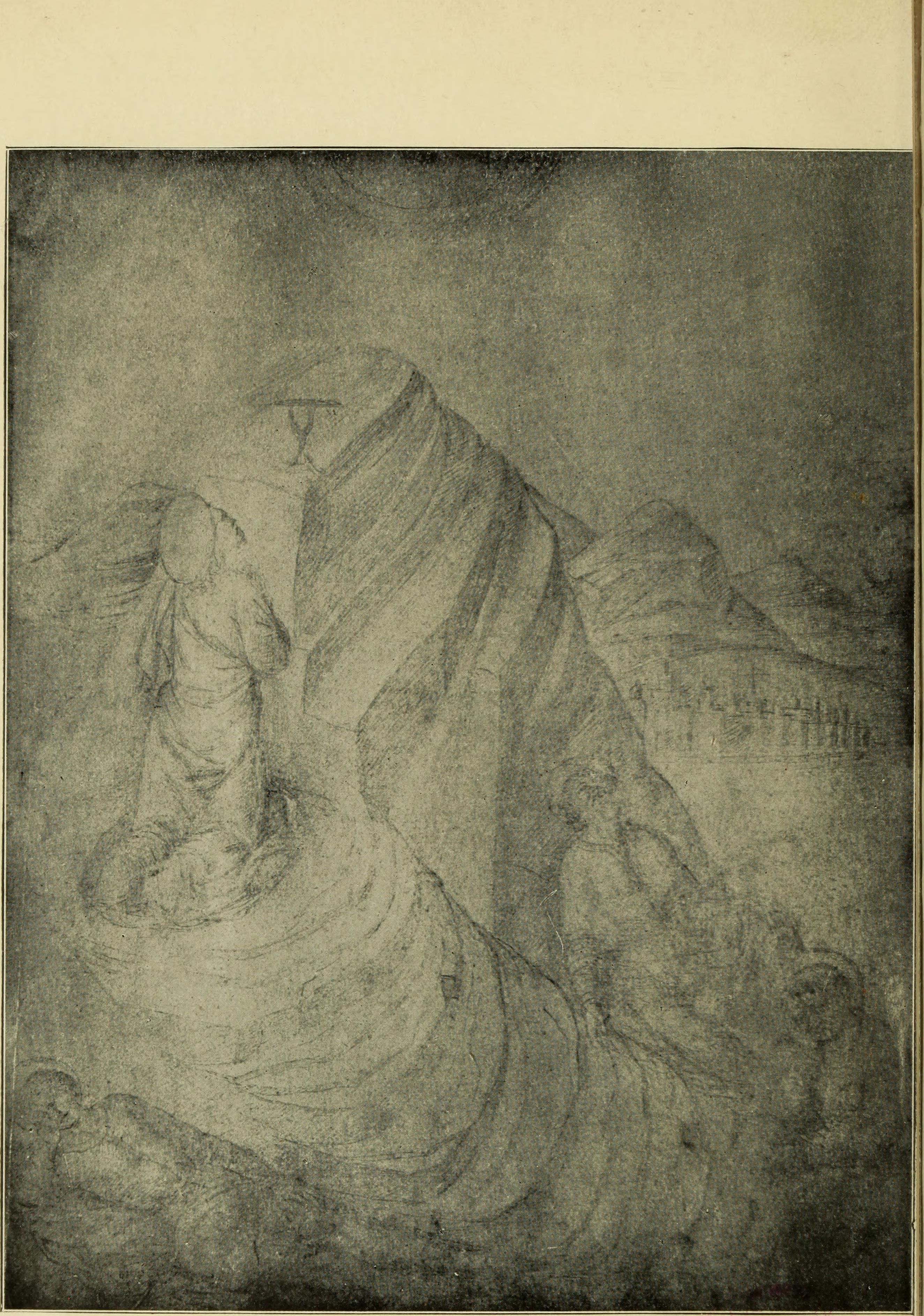
ヤーコポ・ベッリーニの『ゲツセマネの祈り』。大英博物館所蔵。

福音書によると、イエスは最後の晩餐ののち、3人の使徒、聖ペテロ、聖ヤコブ、聖ヨハネを伴ってオリーブ山にあるゲツセマネの園を訪れた。イスカリオテのユダの裏切りと自らの運命を知っていたイエスは苦しんで目を覚まし、使徒たちに自分と一緒に祈るように頼んだ。イエスは彼らから少し離れて立ち、神に「この杯を通り過ぎさせてください」と祈った。しかししばらくしてイエスは神の意志を認め、「わが父よ、どうしてもこの杯を飲むよりほかに道がないのでしたら、どうか御心のままに行われますように」と祈った。イエスはこの祈りを3回行ったが、そのあいだ使徒たちは眠っていた。やがて天国から御使いが現れてキリストに力を授け、イエスはますます熱心に祈った。

## 作品
ベッリーニはゲツセマネの園で祈るキリストを描いている。キリストは教会の祭壇を思わせる岩の前でひざまずき、合掌して天を見上げており、その視線の先にはケルビムの姿がある。ケルビムの身体は透明で、空の青さが透けて見え、その手に杯を持っている。キリストの受難の運命が迫っていることは、背景に描かれたイスカリオテのユダと彼が先導するキリストの捕縛に向かう兵士たちによって表されている。キリストとともに祈るように言われた3人の使徒、聖ペテロ、聖ヤコブ、聖ヨハネは眠ってしまっている。
ベッリーニは岩の前でひざまずくキリスト、雲上の天使、背景を歩くユダと兵士たちなど、構図をはじめ多くの要素を先行するマンテーニャの同じ主題の作品（ナショナル・ギャラリーおよび『サン・ゼーノ祭壇画』のプレデッラに由来するフランスのトゥール美術館の絵画）から取りつつ、いくつかの独自の要素を追加している。天使が持っている杯は「マタイによる福音書」のキリストの言葉を仄めかしている。そして杯の真下に配置された、画面下前景の柵の尖った支柱は、キリストが磔刑で身に着ける荊の冠を思い起こさせる。ベッリーニはキリストの拷問について言及することで、天使の持つ杯と、最後の晩餐でキリストが自らの血と呼んだことに由来する聖餐（聖体祭儀）のワインの杯とを結びつけている。キリスト教の儀式との関連性は、キリストがひざまずく岩が教会の祭壇に似ていることで強調されている。
もっとも、祭壇に似た岩の前で祈るキリストの図像は画家の父ヤーコポ・ベッリーニが1450年頃に描いた素描に基づいており、マンテーニャはそこからインスピレーションを得ている。
砂で覆われた荒涼とした大地、渦巻くような未舗装の道路、砂漠の風で侵食された崖などの風景や、横たわって眠る弟子の描写もマンテーニャの強い影響が窺える。ただし眠る弟子に用いられている短縮法はマンテーニャほど効果的ではない。キリストは珍しいことに光輪なしで描かれているが、おそらく彼の頭部のすぐ後ろに位置する背景の夜明けの光がその役割を果たしている。キリストの衣服のハイライトに使用しているシェルゴールド（shell gold）もマンテーニャの影響として指摘されている。ベッリーニはここでキリストが朝の光を浴びていることを示すために細やかな筆遣いで正確に用いているが、同時にキリストの神性を表現する意図もあったと思われる。
絵画はもともとマンテーニャに帰属していたが、1854年に美術史家グスタフ・フリードリヒ・ワーゲンによってベッリーニの初期の作品として帰属された。

## 来歴
絵画は1744年から1760年までヴェネツィアの英国領事であったジョセフ・スミスによってヴェネツィアで取得されたようである。後に高名な肖像画家ジョシュア・レイノルズ卿の手に渡り、画家の死後の1795年にわずか5ポンドで売却された。ナショナル・ギャラリーは1863年にウォルター・ダベンポート・ブロムリー牧師（Rev. Walter Davenport Bromley）のコレクションが売却された際に600ギニーで購入した。

## ギャラリー

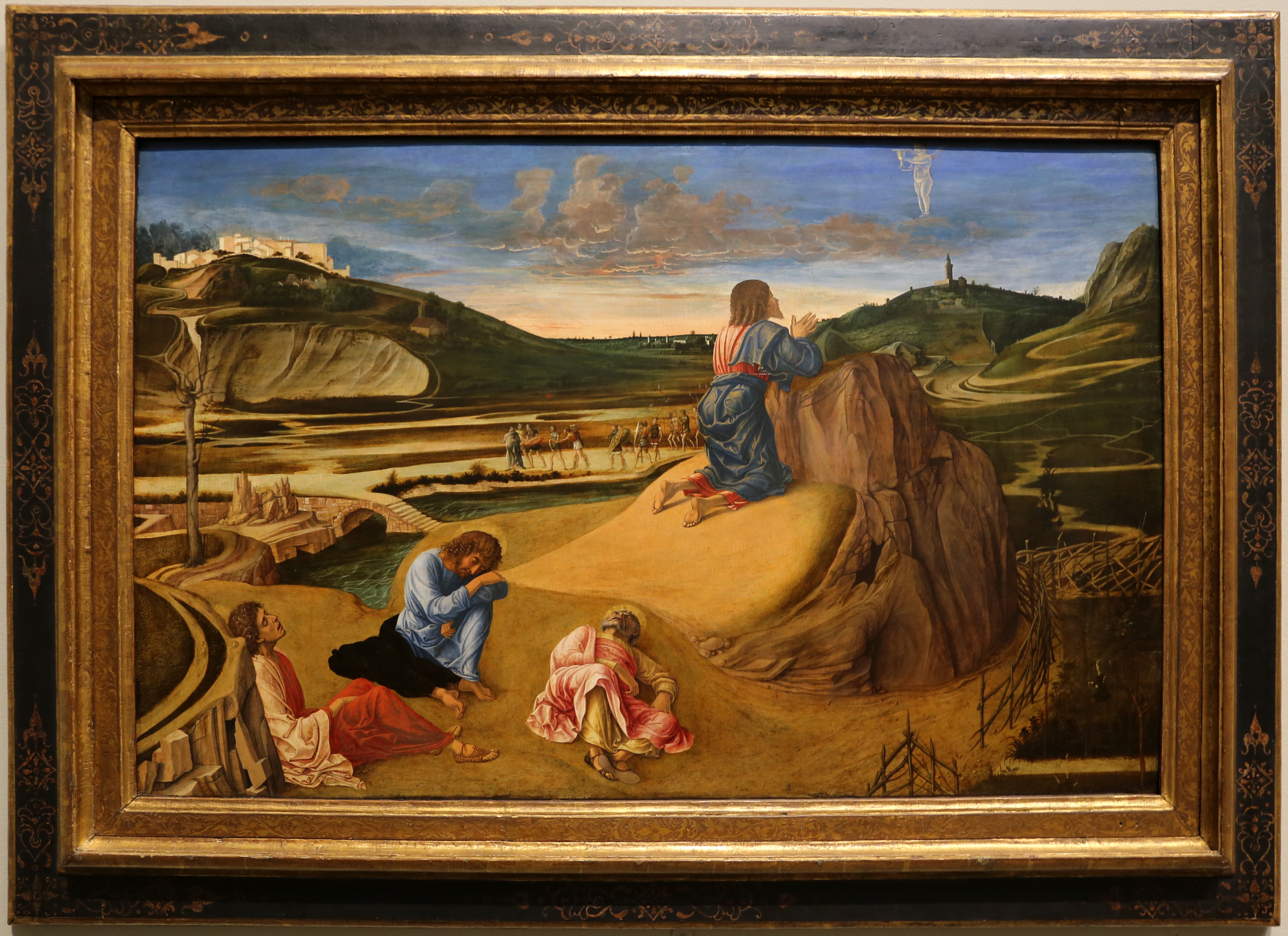
額縁
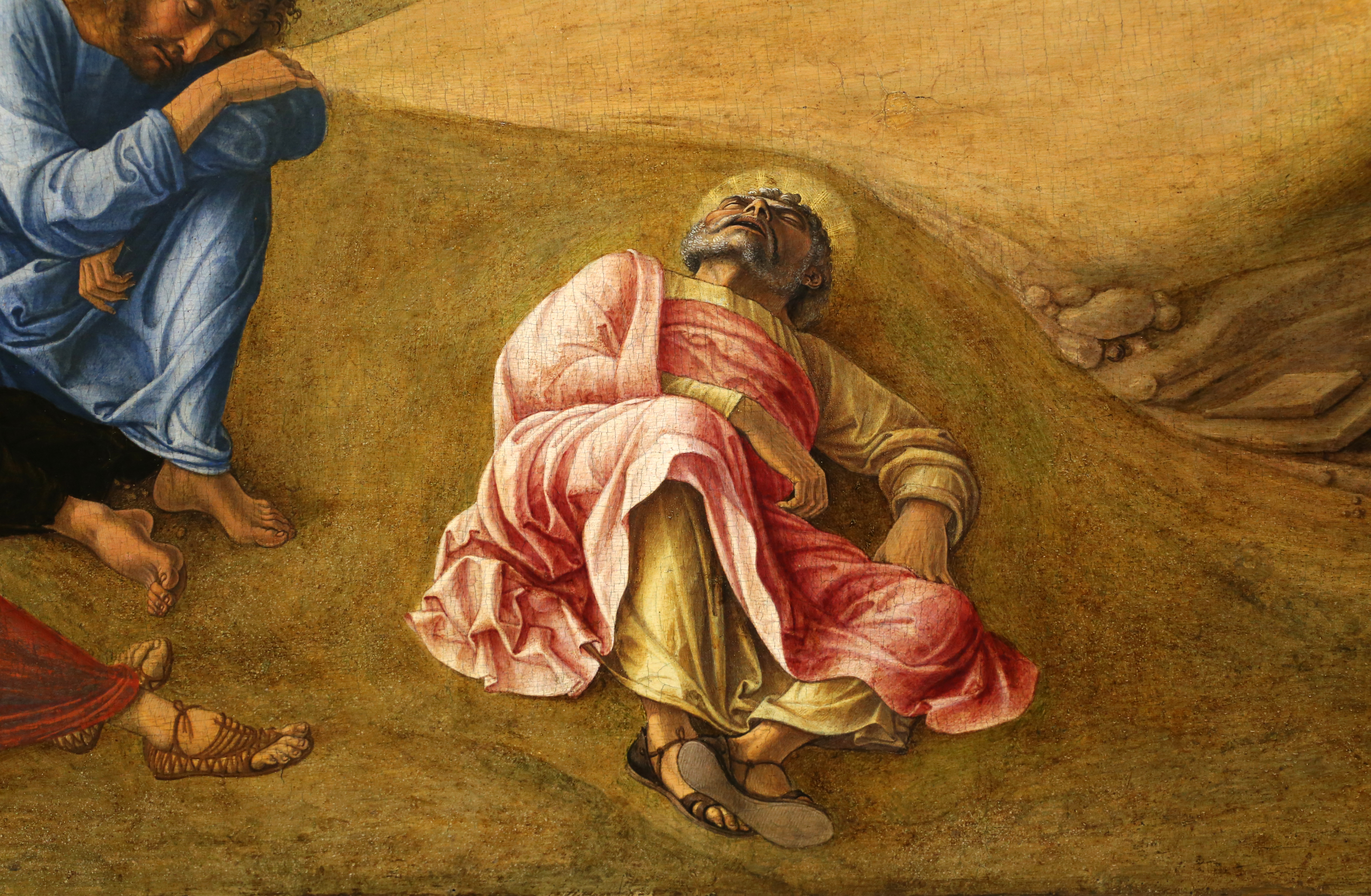
大地に身を横たえて眠る聖ペテロ
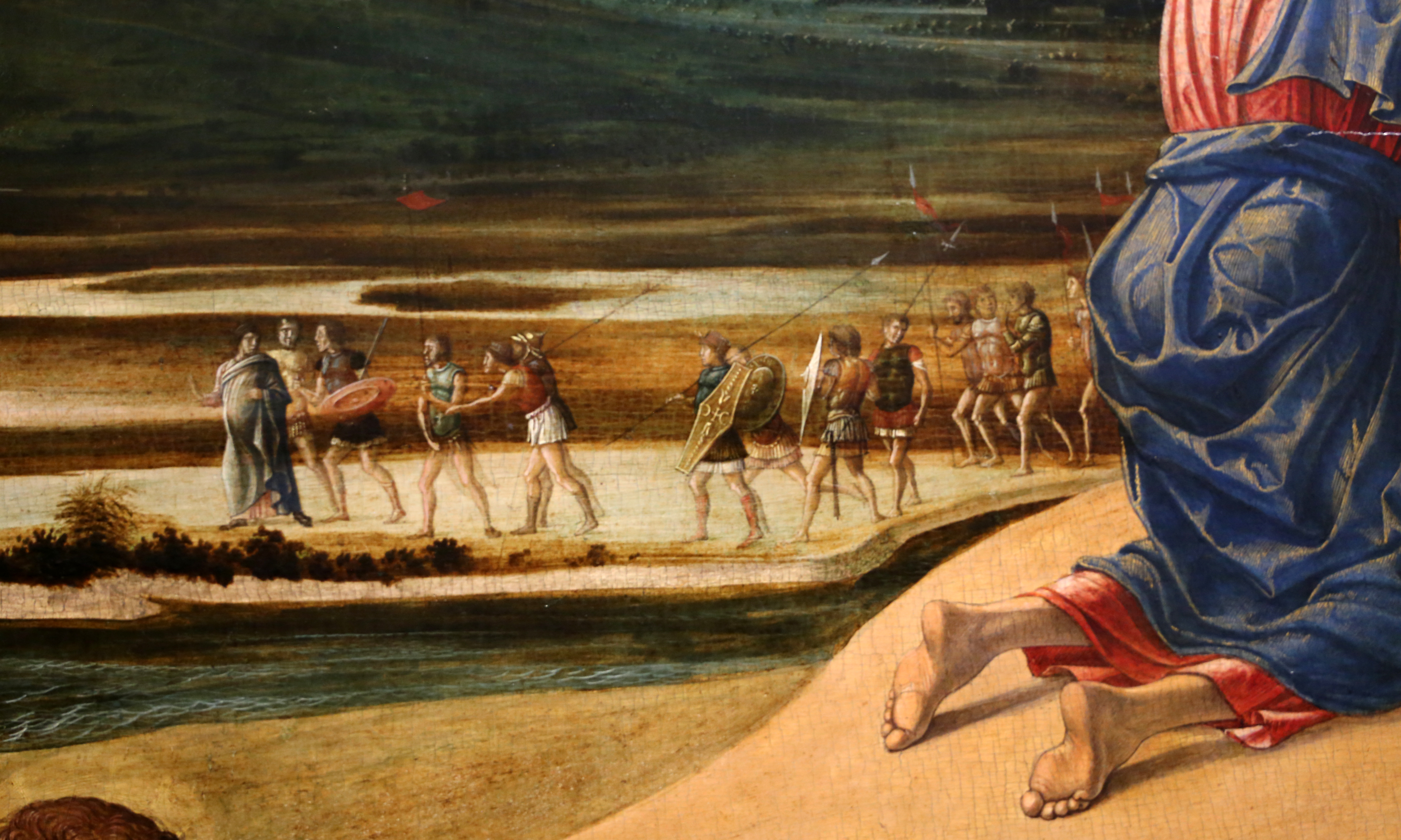
イスカリオテのユダと兵士たち